# مخدوم‌قلی
مخدوم‌قلی (به ترکمنی: Magtymguly، ماغتیٛم‌قوُلیٛ)، پیش از سال ۲۰۰۴ با نام قارری‌قلعه (به ترکمنی: Garrygala، قارریٛ‌قالا)(یا کاراکالا به روسی: Кара-Кала) شهری (به ترکمنی: şäher) در جنوب‌غربی ترکمنستان است که در استان بلخان واقع شده است. این شهر مرکز شهرستان مخدوم‌قلی است.

## جمعیت
این شهر در سال ۱۹۷۲، ۵۷۰۰ نفر جمعیت داشت و جمعیت آن در سال ۱۹۸۹ به ۸۴۱۲ نفر رسید.

## جغرافیا
این شهر در در کوهپایه‌های رشته‌کوه کپه‌داغ و در کرانه رود سومبار که شاخه‌ای از رود اترک است قرار گرفته است.

## تاریخچه
در این ناحیه ویرانه‌های یک قلعه بزرگ و وسیع در ساحل رودخانه سومبار وجود دارد که توسط پادشاهان ارمنی تیگران یکم تا تیگران ششم به عنوان پایگاه نظامی مورد استفاده قرار گرفت. یک موزه کوچک اختصاص‌داده‌شده به مخدوم‌قلی فراغی نیز در این شهر قرار دارد.